# Перлман, Ицхак
Ицха́к Пе́рлман (англ. Itzhak Perlman, ивр. יצחק פרלמן‎; род. 31 августа 1945, Тель-Авив) — израильско-американский скрипач, дирижёр и педагог еврейского происхождения, один из самых знаменитых скрипачей второй половины XX века.

## Биография
Родился в семье еврейских иммигрантов из Польши (отец из Тернополя, ныне — Украина) в Тель-Авиве, входившем тогда в состав британской подмандатной территории Палестина; вырос в Израиле. Заинтересовался скрипкой, услышав концерт классической музыки по радио. Учился в музыкальной академии в Тель-Авиве, затем в Джульярдской школе в США у Ивана Галамяна и Дороти Делэй.
Его первое выступление состоялось в 1963 году в Карнеги-Холле. В 1964 году он выиграл престижнейший американский конкурс имени Левентритта. Вскоре после этого начал выступать с персональными концертами. Кроме того, Перлмана приглашали на различные шоу на телевидение. Несколько раз он играл в Белом Доме. Перлман — пятикратный обладатель премии «Грэмми» за исполнение классической музыки.
В возрасте четырёх лет Перлман переболел полиомиелитом, отчего вынужден пользоваться костылями для передвижения и играет на скрипке сидя.
Он также несколько раз исполнял арии из опер (бас) и в 1981 году даже участвовал в записи «Тоски» Пуччини, главные роли в которой исполнили Рената Скотто, Пласидо Доминго и Ренато Брузон.
Помимо классической музыки, Ицхак Перлман также известен исполнением еврейской народной музыки — инструментальными обработками народных песен на идише в сопровождении Израильского филармонического оркестра (Tradition: Itzhak Perlman plays popular Jewish melodies, 1987) и работой с различными клезмерскими коллективами (Itzhak Perlman in the Fiddler’s House, 1995; Itzhak Perlman Live in the Fiddler’s House, 1996; A Jewish Violin — The Best of Klezmer and Traditional Jewish Music, 2007); выступил в роли ведущего телевизионных передач о клезмерской музыке и еврейском фольклоре, снятых на идише и английском языке. В 1993 году исполнил скрипичное соло в музыке к фильму «Список Шиндлера» (премия «Оскар» за лучшую музыку). В 1994 году вместе с пианистом Оскаром Питерсоном в составе квинтета записал альбом джазовых композиций (Side by Side: Itzhak Perlman & Oscar Peterson, 1994). В 2012 году вышел его альбом литургической и народной музыки с кантором Ицхоком Меером Хельфготом «Eternal Echoes: Songs & Dances for the Soul».

## Награды
- Лауреат Конкурса имени Левентритта (1964)
- Премия Грэмми за лучшее инструментальное исполнение солиста (-ов) (с оркестром): 1978, 1981 – дважды, 1982, 1983, 1988, 1991, 1996
- Премия Грэмми за лучшее исполнение камерной музыки: 1979, 1981, 1982, 1988, 1991
- Премия Грэмми за лучшее классическое исполнение инструментального солиста (без оркестра): 1981
- Премия Грэмми за лучшую звукозапись классического альбома: 1982
- Премия Грэмми за достижения всей жизни: 2008
- Medal of Liberty (1986)
- Национальная медаль США в области искусств (2000)
- Премия центра Кеннеди (2003)
- Президентская медаль Свободы (2015)

Введён в Зал славы журнала Gramophone.